# Augusta Curiel
Augusta Cornelia Paulina Curiel (1873-1937) fue una fotógrafa de Surinam. Ella y su hermana crearon un importante registro de la vida cotidiana de principios del siglo XX.

## Vida
Augusta nació en Paramaribo en 1873. Tomó el apellido de su madre debido a que fueron abandonadas por su padre.
Junto con su hermana Anna fueron conocidas como las señoras o las hermanas Curiel. Augusta hacía las fotografías y Anna era su ayudante. En 1929 la reina Guillermina de los Países Bajos le concedió el título de hofleverancier. Fue la primera fotógrafa de Surinam para la casa real. Las hermanas Curiel fueron las dueñas de uno de los estudios de fotografía más famosos en Surinam: Augusta Curiel.
Durante años, las hermanas Curiel tomaron fotografías de la vida diaria de Surinam. Las fotografías muestran que Augusta Curiel era una fotógrafa dotada para la técnica y la composición. Siempre trabajaba con la luz disponible y sin exposímetro. A pesar de estas limitaciones, fueron capaces de crear buenas imágenes en edificios del gobierno, iglesias y fábricas con poca luminosidad. La obra de Curiel se compone mayoritariamente de temas de la vida diaria, de valor para historiadores. Trabajaron tanto en su estudio como en plantaciones y en interiores. El botánico Gerold Stahel las fotografió en algunas de sus expediciones. Muchas de las imágenes supervivientes son retratos de grupo, hechos por y para escuelas, internados y orfanatos.
Utilizaron una madera pesada y una cámara de placas. Después de las sesiones de fotografía, los negativos se revelaban y estampaban iluminando el vidrio desde abajo. Varias veces por semana, se enviaba hielo al cuarto oscuro para mantener la temperatura apropiada. Probablemente, Anna y Augusta rehusaron muchas veces el vidrio de los negativos debido a su alto precio. Afortunadamente, muchas panorámicas de ciudades, paisajes, imágenes de fábricas, escuelas y orfanatos han sobrevivido. Anna intentó continuar el estudio de fotografía tras la muerte de Augusta, pero vendió la tienda en los años 1950.
El vidrio era caro y pudo haber sido reutilizado varias veces para tomar diferentes fotografías. En 2005 Janneke van Dijk redescubrió muchas de las fotografías de Curiel. Sus placas habían quedado intactas durante décadas en su museo local en Fuerte Zeelandia. A pesar del tiempo y el clima las fotografías se encontraban en buen estado. Fueron digitalizadas y publicadas en 2007 en la obra "Augusta Curiel, Photographer in Suriname from 1904 to 1937".

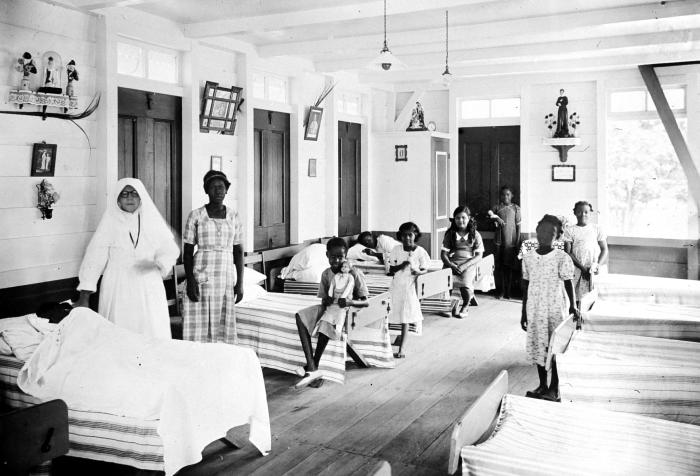
Habitaciones para chicas
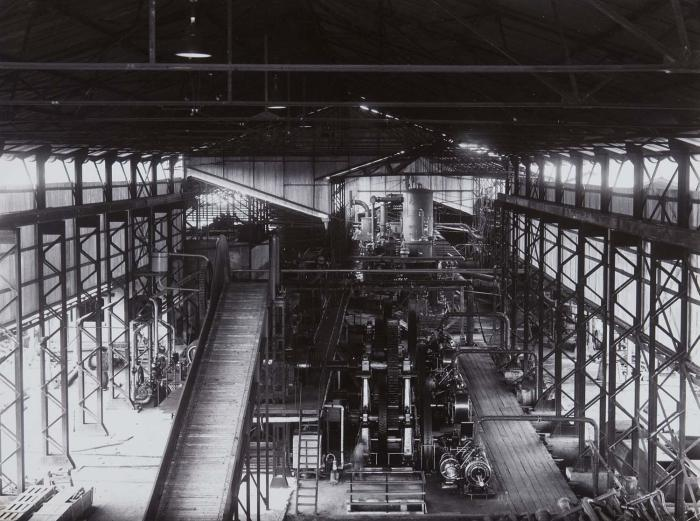
Fábrica de azúcar en la plantación Mariënburg
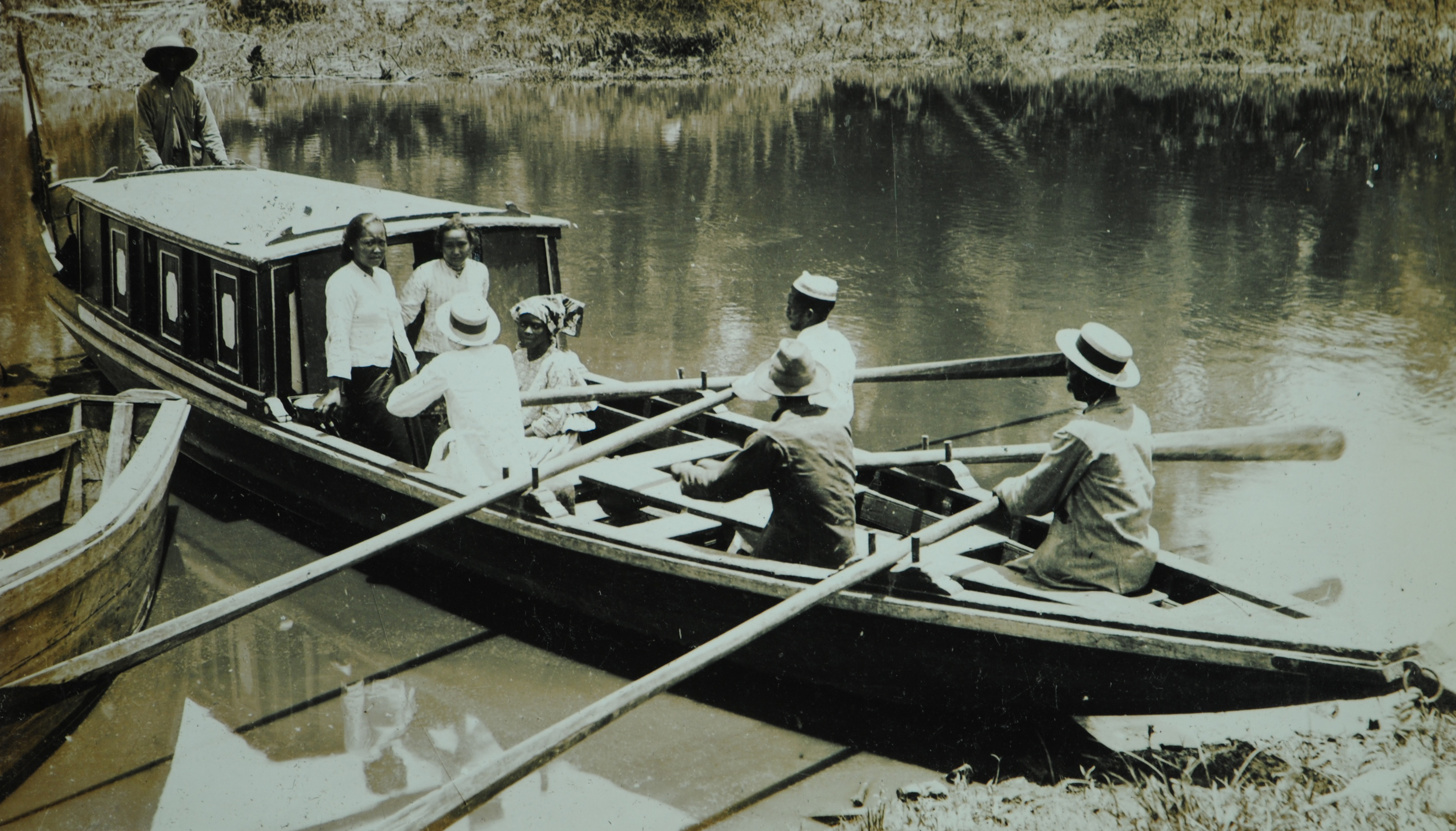
Embarcación con remeros
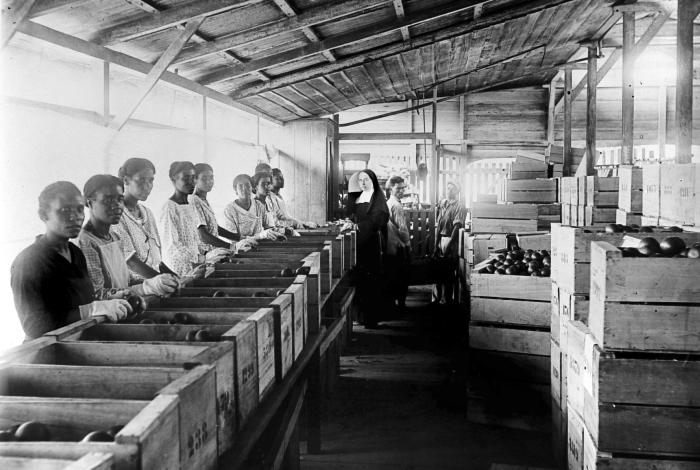
Clasificando naranjas en el Cultuurtuin
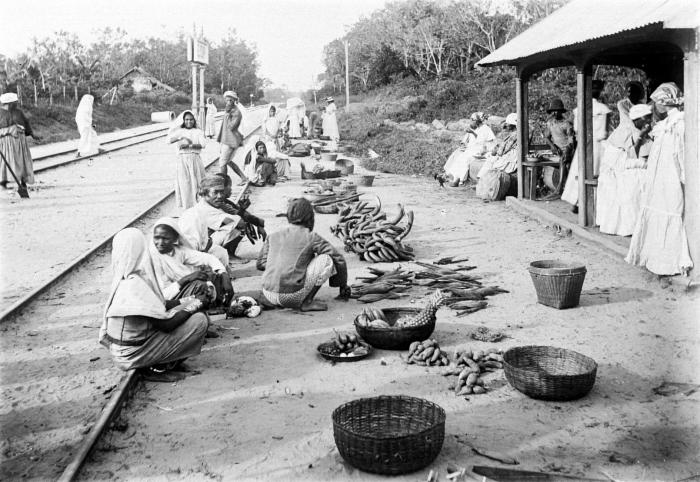
Mercado en Lelydorp en la parada del ferrocarril Landsspoorweg
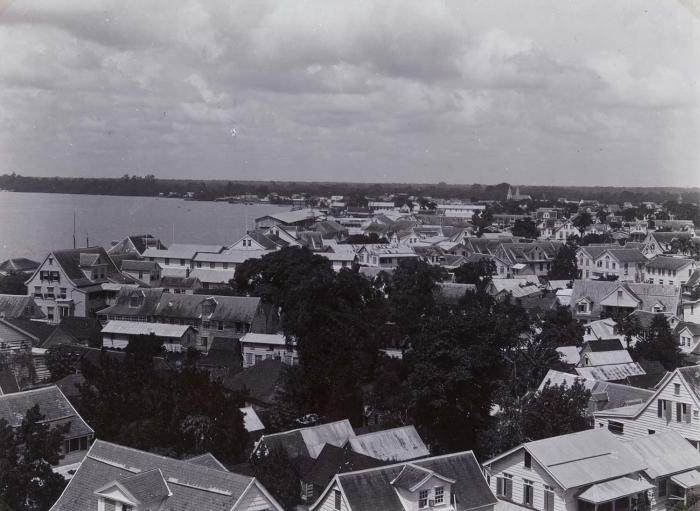
Vista de Paramaribo
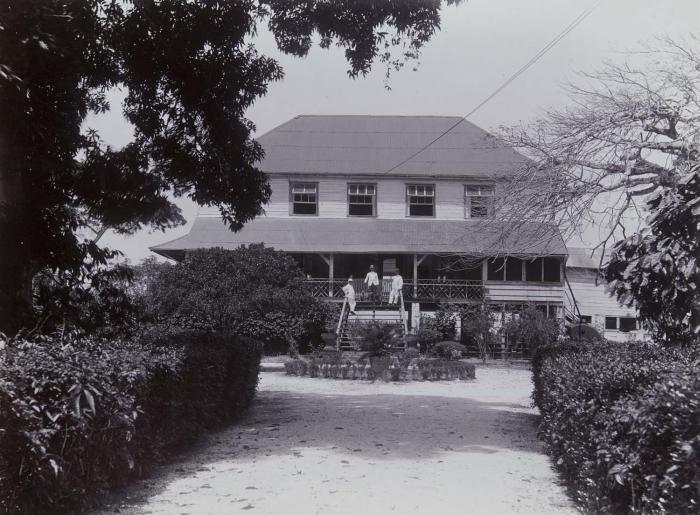
Plantación Alliance